# Club français
Maillots

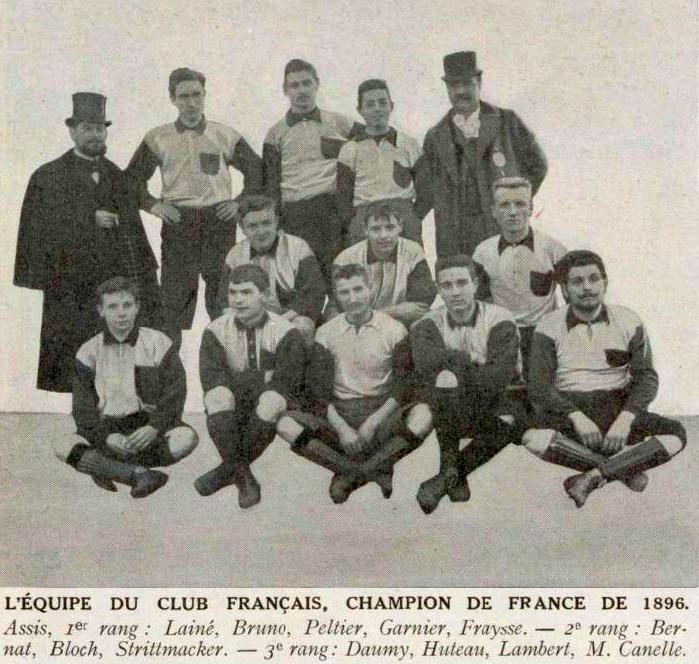
Le Club français, champion de France de football en 1896.

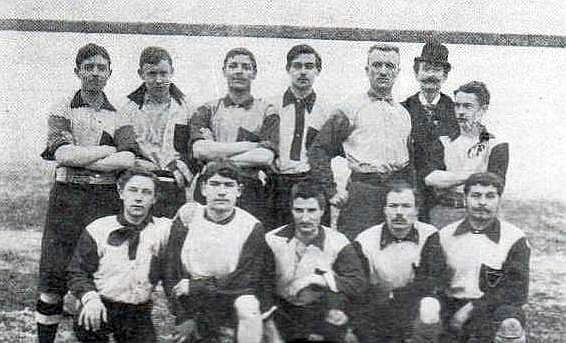
Le Club Français en décembre 1897.

Le Club français est un club de football français fondé en 1892, disparu en 1935 et basé à Paris.
À une époque où les rares clubs existants en France sont composés de Britanniques, le club est le premier à être fondé par des Français, d'où le choix du nom par ses membres. Le Club français s'impose rapidement comme un club majeur. Il participe à toutes les premières éditions du championnat de France organisé par l'Union des sociétés françaises de sports athlétiques, la première compétition de football en France, restant en 1re série du championnat de Paris jusqu'en 1914. Le Club français se forge un palmarès important entre 1896 et 1903, avec un championnat de France en 1896, une coupe Dewar et six coupes Manier. Par la suite, le club ne parvient plus à se qualifier pour la phase finale du championnat de France.
Le Club quitte l'USFSA en 1915 pour s'affilier à la Ligue de Football Association et y remporte un Challenge de la Renommée pendant la Première Guerre mondiale. Affilié à la Fédération française de Football Association dès 1919, le Club français prend part au plus haut niveau de la Ligue parisienne de Football Association jusqu'en 1932, remportant deux championnats de Paris en 1929 et 1930, succès auxquels s'ajoutent une Coupe de France en 1931, compétition à laquelle il participe à toutes les premières éditions.
Le Club français passe professionnel en 1932, mais termine relégué à l'issue du premier championnat de France professionnel. Pour la première fois de son existence, le Club ne joue pas au plus haut niveau lors de la saison 1933-1934. À cause de lourds problèmes financiers, causés en grande partie par la concurrence des trois autres équipes professionnelles parisiennes, le Club français est contraint d’abandonner le championnat de Division interrégionale 1934-1935. Le club ne s'en relèvera pas. Sans stade attitré, il est contraint de fusionner en 1935 avec le « Football Club athlétique dionysien (FCAD) », basé à Saint-Denis, qui prend le nom de « Football Club athlétique dionysien-Club français » et abandonne les couleurs rose et noir du Club français.

## Historique

### Débuts du Club (1892-1894)
Au début des années 1890, quelques français ayant étudié en Grande-Bretagne et s'y étant initiés au football s'assemblent pour taper le ballon, . Parmi ces jeunes gens venant du collège Chaptal et du lycée Janson de Sailly, on trouve Eugène Fraysse et Charles Bernat qui pratiquent le football en Écosse et en Angleterre lors de voyages linguistiques ou leurs études outre-Manche. Ils s'installent à côté du tir au pigeons dans le Bois de Boulogne. Ce terrain nommé « La Ligue » car il était jadis utilisé par la Ligue d'éducation physique, avait été déserté par les rugbymen. Les clubistes s'y installent en mars 1892. La fondation officielle remonte au 13 septembre 1892, date de l'arrêté préfectoral reconnaissant le club qui prend alors le titre de Club français. Il est également possible que le Club commence ses activités de manière informelle dès 1890 dans la foulée des premiers voyages linguistiques de lycéens parisiens outre-Manche impliquant la pratique du football (Pentecôte 1890).
Le premier match du Club se tient le 9 octobre 1892 à Bécon-les-Bruyères contre les White-Rovers. Ce match amical se solde par une défaite 6-1. Le 1er novembre, ouverture d'une décennie de rivalité avec le Standard Athletic Club. Dès cette première édition de l'affiche Club-Standard, les échanges verbaux entre les deux capitaines, Eugène Fraysse (Club français) et Tomalin (Standard AC), pimentent la partie. Cette première se solde par un résultat nul. La revanche jouée à La Ligue le 26 novembre voit la victoire du Club (2-0).
Le 8 janvier 1893, à Bécon, les White Rovers s'imposent encore (3-2) face au Club. Le 29 janvier, à la Porte Dauphine, le Standard s'impose 4-0 contre le Club. Revanche gagnée 1-0 par le Club le 4 mars et belle pour le Standard, à la Ligue le 25 mars (1-3).
Le samedi de Pâques, 1er avril 1893, l'équipe londonienne de Marylebone joue un match contre une sélection des meilleurs joueurs de Paris (Standard, Rovers et Club). Les Anglais s'imposent 3-0.
La saison s'achève sur le premier match de l'équipe seconde du Club, opposée pour l'occasion à un nouveau club : l'Étoile. Le club de Géo Duhamel s'incline 4-0 à la Ligue face aux réservistes du Club. L'Étoile ne joua jamais d'autres parties : le club est dissous. Ses membres parisiens joignent le Club français tandis que les banlieusards fondent le Cercle Athlétique de Neuilly.

### Premiers championnats (1894-1900)
L'USFSA promettant l'institution d'un championnat, le Club demande à être reconnu officiellement par l'Union, c'est chose faite le 6 mars 1894. Le Club prend donc part au tout premier championnat organisé en France. Les joueurs à la chemise rose et noire jouent en demi-finales face aux favoris de cette première compétition, les White-Rovers. Le 22 avril, à Bécon, les Clubistes s'inclinent 1-0 lors d'une partie arbitrée par Georges Caizac du CA Neuilly.
La saison suivante, le Club s'impose 11-0 en quarts de finale du championnat contre le Football Club de Levallois (13 mars). Nouvelle opposition Club-Rovers en demi-finale le 17 mars 1895. À l'issue du temps réglementaire, les deux formations sont à égalité, 1-1. On doit jouer une prolongation, soit deux fois dix minutes à l'époque, durant laquelle trois buts sont marqués : deux pour les Rovers, un pour le Club.

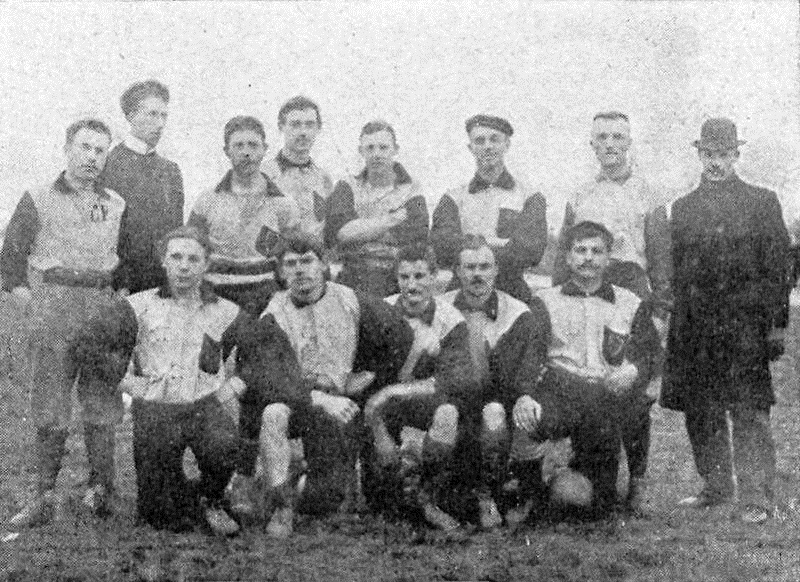
L'équipe du Club français le 3 avril 1898, jour de la finale du championnat de France.

En 1896, le championnat change de formule et abandonne l'élimination directe. Ce championnat ayant débuté en janvier voit le triomphe du Club Français qui obtient une victoire 4-1 face aux White-Rovers le 23 février et ne quitte plus la tête du classement. En huit rencontres, le Club compte huit victoires et la défense clubiste n'encaisse que deux buts. Dès le 15 mars le Club est sacré champion de France. Ce résultat est d'autant plus impressionnant que tous les joueurs du Club français sont Français. L'équipe type du Club Français qui évolue alors en 2-3-5 est la suivante : Lucien Hutteau, dans les buts, Daumy et Lambert à l'arrière, Strittmatter, Block et Bernat au milieu de terrain, et Eugène Fraysse (capitaine), Georges Garnier, Gaston Peltier, Bruno et Laisné à l'avant. Dans la foulée de ce titre, les Clubmen remportent le titre de champion des équipes réserves en n'alignant également que des victoires.
En février 1896, une mini-tournée du Club en Belgique. Les Rose et Noir y battent successivement le Sporting Club de Bruxelles (2-3) et l'Antwerp F.C (3-4).
En 1897, le Club termine troisième du championnat deux points derrière le Standard et les Rovers.
Participation du Club lors du premier match de football de l'histoire du Parc des Princes le 26 décembre 1897 devant 500 spectateurs. Les Anglais de Ramblers n'ayant pas effectué le déplacement à Paris, ils sont remplacés au pied levé par l'équipe du Standard AC qui s'affuble du nom d'« English Ramblers ». Le Standard s'impose 3-1 face après un score d'égalité un à un à la pause.
En 1898, le Club termine le championnat à égalité de points avec le Standard. Il faut un match de barrage pur désigner le champion de France 1898. La partie se joue le 3 avril à Courbevoie.
En 1899, le Club est champion de Paris et doit affronter Le Havre A.C. en finale nationale à la suite de l'ouverture du championnat aux clubs de province. Le Club refuse de disputer cette rencontre, arguant du fait que le trophée offert par Gordon Bennett couronnant le champion de Paris se devait de rester dans la capitale. C'était même précisé dans le règlement! Aussi, Le Havre est sacré champion de France sans disputer aucun match, son adversaire lillois ayant déclaré forfait en demi-finale.
Nouveau titre de champion de Paris pour le Club français en 1900. Cette fois, les Clubistes acceptent d'affronter les Havrais, fraîchement sacrés champion de Normandie. Le 6 mai, le Club s'incline 1-0.
En 1900, le Club représente la France dans la compétition de football organisée pendant les Jeux Olympiques. Les Français s'inclinent le jeudi 20 septembre 1900 4-0 face au club anglais d'Upton Park, mais accrochent l'argent en s'imposant le dimanche 23 septembre 6-2 face aux Belges de l'Université de Bruxelles.

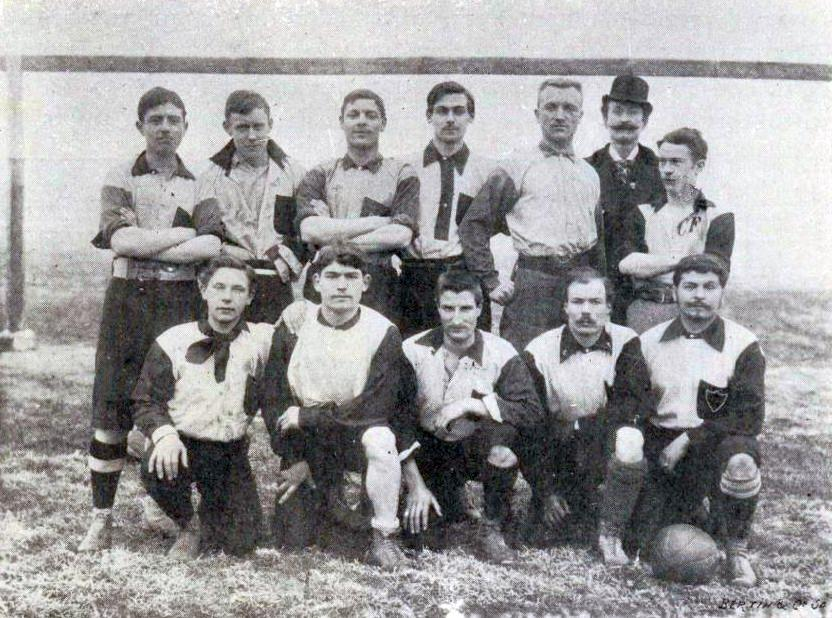
Club français le 26 décembre 1897 au Parc (contre English Ramblers).
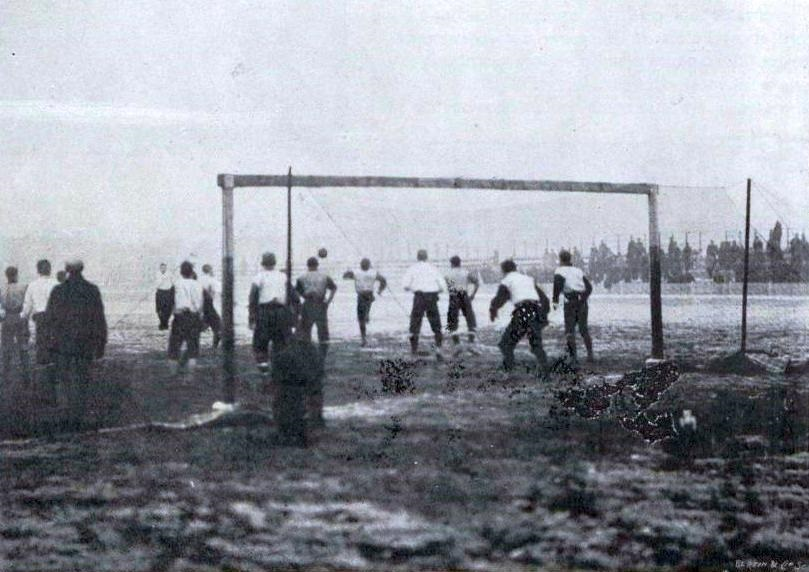
Club français-English Ramblers (Standard), le même jour.
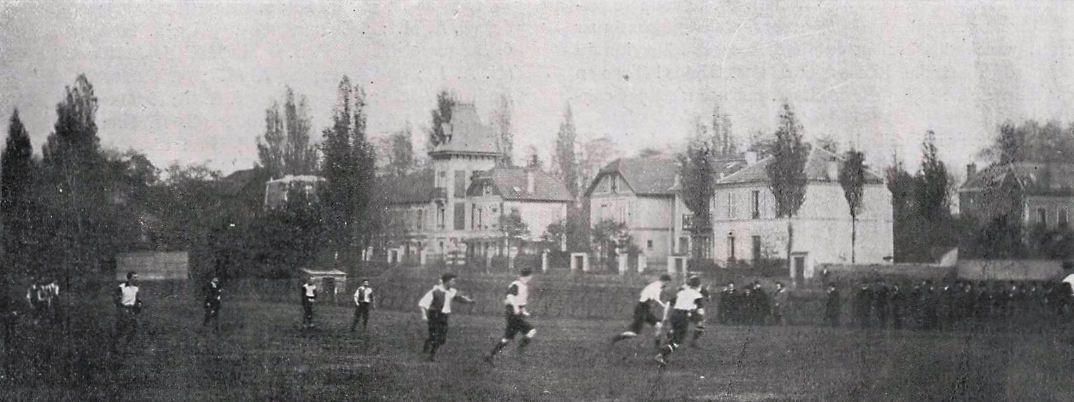
Club Français-White Rovers en 1898.
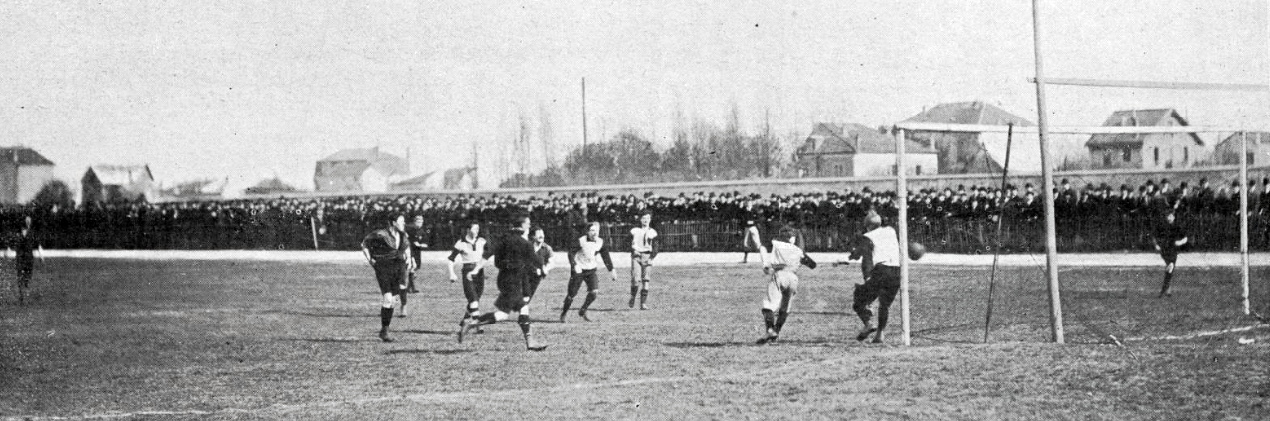
Club français-Standard AC (finale du championnat de Paris 1899).
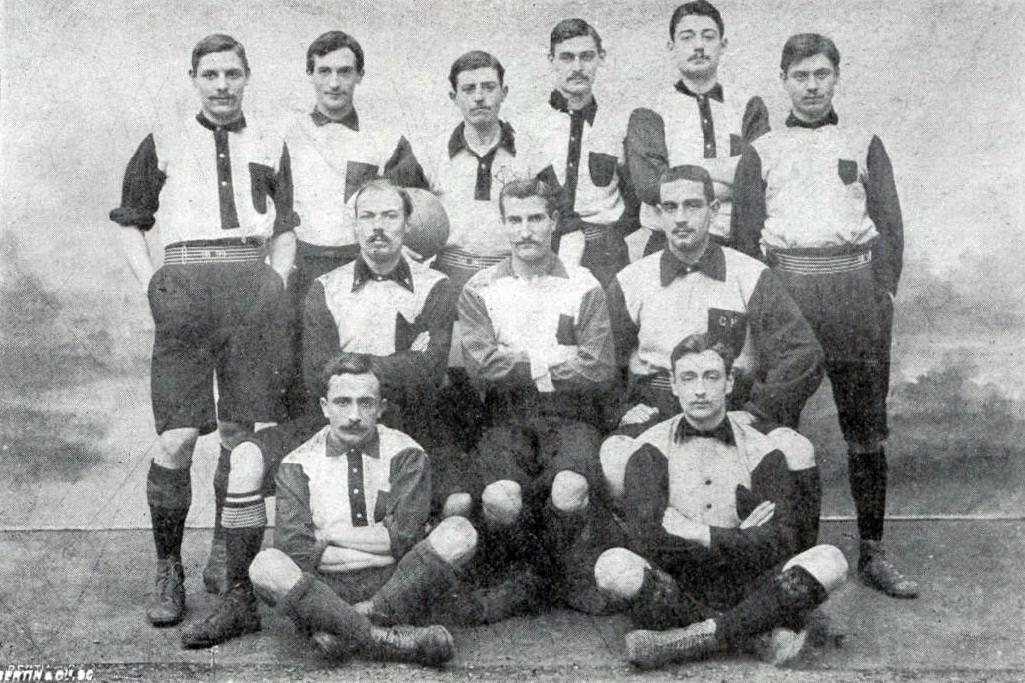
Le Club Français, champion de Paris 1899.

### Début du siècle (1900-1918)

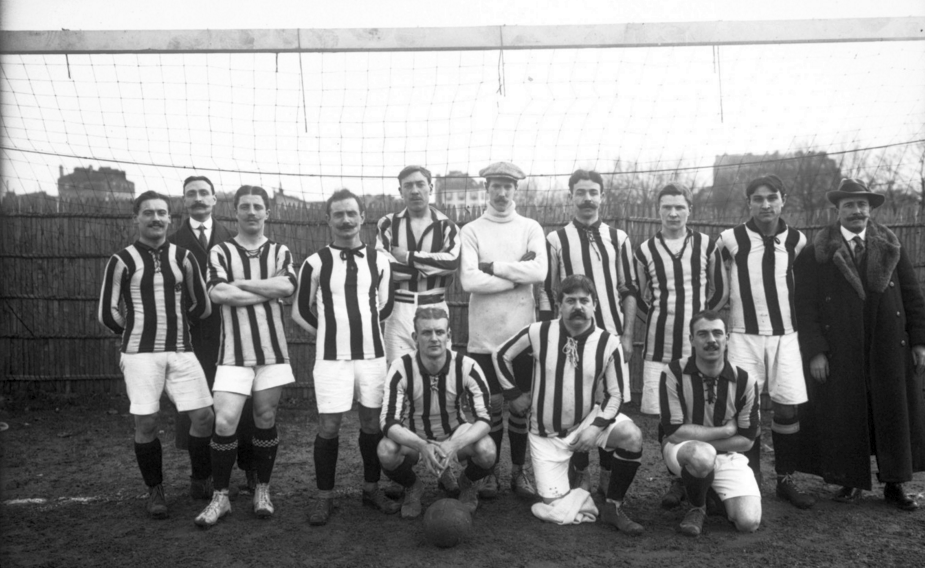
Club français en 1913

Malgré d'incessants changements de terrains touchant tous les clubs parisiens de l'époque héroïque, la position du Club est solide, voire institutionnelle : bons résultats sportifs, nombreux membres siégeant à la Commission football de l'USFSA ou assurant la couverture médiatique des débuts du football comme Ernest Weber ou André Saint-Ignan.
En championnat, le Club se maintient en première série parisienne de l'USFSA jusqu'à la Grande Guerre sans toutefois décrocher un nouveau titre. Le Club est tout de même vice-champion en 1901, 1903 et 1905. Dans les coupes, les Clubmen brillent en remportant six coupes Manier (1897, 1898, 1899, 1900, 1901, 1903) et une coupe Sheriff Dewar (1900). En Challenge international du Nord, le Club joue trois fois la finale (1900, 1913 et 1914).
En 1914-1915, le Club prend part à la « Coupe nationale » dans le groupe IV et la « Coupe de la Commission » dans le groupe I, deux compétitions de l'USFSA. En Coupe nationale 1915, le Club atteint la poule finale sans vraiment y briller. En fin de saison, le Club prend part au « Challenge de Paris ».
Le Club passe de l'USFSA à la LFA en 1915 et participe au Challenge de la renommée de la Ligue de Football Association à partir de la saison 1915-1916. Le 14 avril 1918, le Club remporte le Challenge de la renommée en gagnant 3-1 en finale face à l'US Suisse. Deux semaines plus tard, les Clubistes jouent la finale de la Coupe nationale LFA à Saint-Ouen contre la VGA Médoc. Le Club s'incline 4-3 face aux Girondins.

### Les années folles (1918-1932)

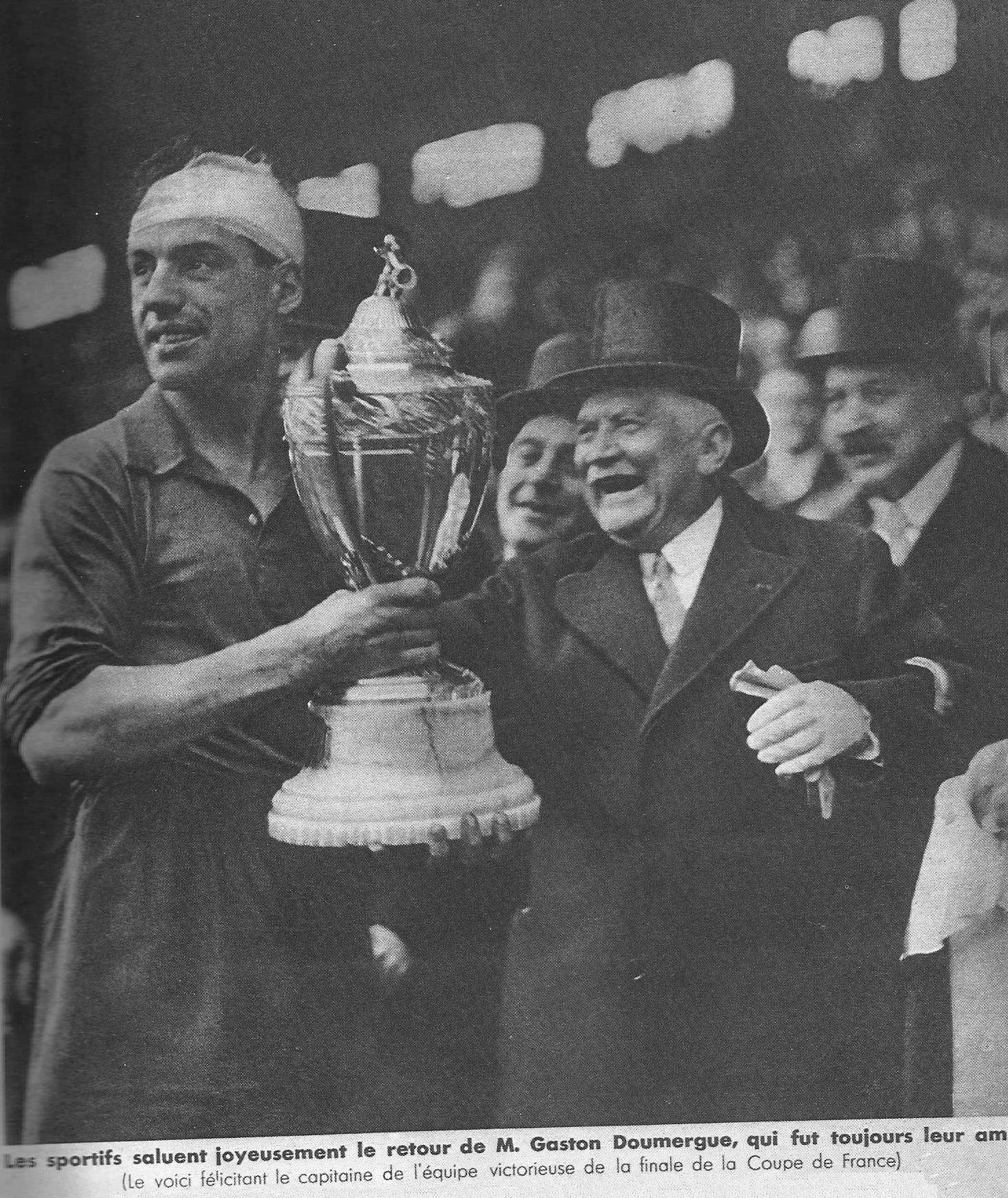
Gaston Doumergue et Huvier

En championnat, le Club connait deux sacres en Honneur à Paris en 1929 et 1930. Le titre de 1929 donne accès au Club à la troisième et dernière édition du championnat de France amateur. Après avoir facilement écarté en poule le FC Mulhouse (2-0 le 17 mars) et l'AS Valentigney (6-1 le 7 avril), les Clubmen échouent en finale à Pershing contre l'Olympique de Marseille (3-2 le 28 avril). Le Club participe également aux deux éditions de la Coupe Sochaux (1930-31 et 1931-32) sans jamais sortir des poules.

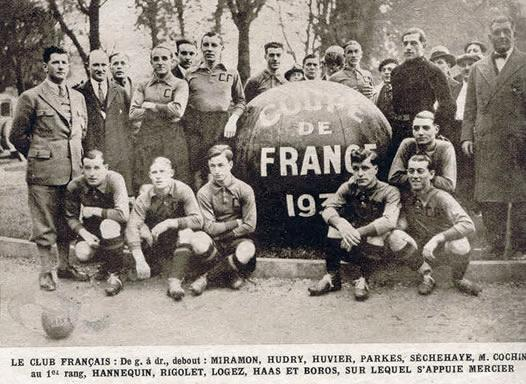
Vainqueur de la Coupe de France 1931

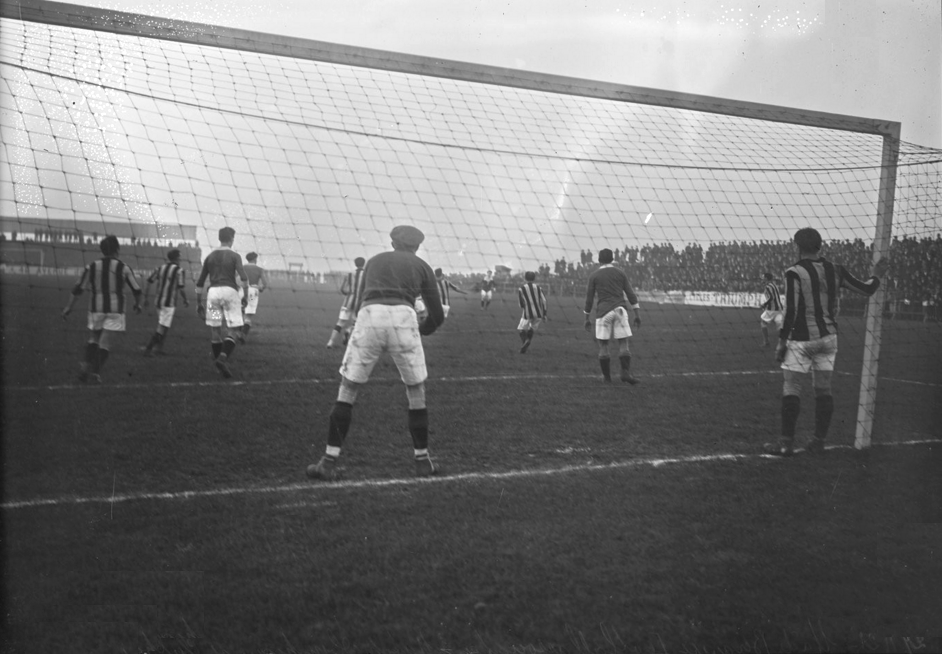
Club français en 1921 à Bergeyre

Les Clubmen prennent également part à de nombreux tournois et s'imposent notamment en 1928 lors du tournoi de Noël de Paris en écartant en finale les Suisses du Young Boys de Berne après avoir éliminé le Racing en demi-finale par 5 à 1. Le Club participe aussi au prestigieux Tournoi de l'Exposition Coloniale de 1931 à la suite de sa victoire en Coupe de France cette même année. Face aux Tchèques du Slavia Prague, futurs finalistes du tournoi, les Clubistes s'inclinent 4-1 en quarts de finale. Arthur Parkes sauve l'honneur des Parisiens sur un penalty face aux champions de Tchécoslovaquie.
Quart de finaliste des Coupes de France 1918, 1926, 1927 et huitième de finaliste en 1929 et 1933, le Club français remporte la Coupe de France en 1931. Au cours de cette campagne, le Club Français doit s'y reprendre à quatre fois pour éliminer l'Olympique de Marseille en huitièmes de finale sans compter un match remis à Strasbourg pour terrain impraticable, le 8 mars. Pourtant, dès le deuxième match, le 22 février, l'OM s'impose 2-0 sur les terres du Club, à Buffalo. En alignant l'Allemand Vernicke, non qualifié, l'OM aurait pu connaître une élimination sur tapis vert, mais la partie fut donnée à rejouer. La décision se fait le 22 mars à Colombes devant une grosse dizaine de milliers de spectateurs. Marseille ouvre la marque par Alcazar ou Gallay, selon les sources. Mercier égalise. En prolongation, la quatrième jouée lors de cette opposition, Boros inscrit le but décisif. Le Club élimine ensuite l'Excelsior de Roubaix au Havre le 29 mars (1-0) en quart de finale puis l'OGC Nice à Colombes le 12 avril en demi-finale (5-1) avant d'affronter le SO Montpellier en finale à Colombes le 3 mai. Robert Fischer, l'entraîneur clubiste est très confiant avant la finale en déclarant « Le Club français ne peut pas perdre ». Après 32 minutes de jeu, le Club mène 3-0. Une heure plus tard, le président de la République Gaston Doumergue remet la Coupe au capitaine clubiste, Huvier, qui porte un bandage sur la tête à la suite d'une blessure en début de match.

### L'ère professionnelle (1932-1935)
Au vu de ce brillant palmarès, il est logique de retrouver le Club parmi les vingt premiers clubs professionnels du pays en 1932. Sous la conduite de l'entraîneur danois Kaj Andrup, les Clubmen entament bien la saison par une victoire chez le FC Mulhouse puis enregistrent quelques victoires de prestige comme celles glanées contre le SC Nîmes (5-2 le 2 octobre) et l'OM (6-2 le 11 novembre). C'est toutefois insuffisant et la saison s'achève sur une pénible 8e place sur dix dans le groupe A ; Le Club est condamné à descendre en deuxième division, il manque en effet deux points pour assurer le maintien. Il s'agit de la première relégation pour le Club depuis son entrée en compétition en 1894.
Les Clubistes désormais sous la conduite de l'entraîneur Pouleux commencent leur deuxième saison professionnelle par une cinglante défaite 12-3 chez le FC Rouen le 3 septembre 1933. Le Club termine en douzième position sur treize dans le groupe Nord de la D2 avec cinq victoires, sept nuls et douze défaites.
Le Club français entame la saison 1934-1935 en Interrégionale (Division 2), mais abandonne après onze matches joués (3 victoires, 1 nul et 7 défaites) le 6 décembre 1934 victime de très lourds problèmes financiers. Les recettes du Club étaient alors 60 % moins importantes qu'à l'époque du championnat de Paris Amateurs! La dernière partie jouée sous statut professionnel se tient à Amiens le 2 décembre 1934. Crève-cœur supplémentaire, le Club est éliminé en Coupe de France par le modeste club auvergnat de Moulins, sur tapis vert. Cette élimination est déterminante dans l'abandon, comme l'explique le président du Club, Paul Annet Badel : « Seule la Coupe de France pouvait nous sauver. Or, on nous élimine sur le tapis vert. » Le motif de l'élimination était la non-qualification de quatre joueurs pour le motif que leur transfert n'avait pas été entièrement payé.
Durant l'été 1935, le Club français fusionne avec le Football Club athlétique dionysien, qui évolue alors en Promotion (D2 Paris), et adopte le nom de Football Club athlétique dionysien-Club français. Le siège social du nouveau club est celui du FCA dionysien à Saint-Denis. Le club est le plus souvent abrégé en Club français dans la presse lors de la saison 1935-1936. Le club évolue alors en maillot bleu et rouge. Lors de la saison 1935-1936, le parcours en Coupe de France s'achève face au FC Lorient au 4e tour le 24 novembre 1935 (4-0).

## Structures et identité du club

### Stades

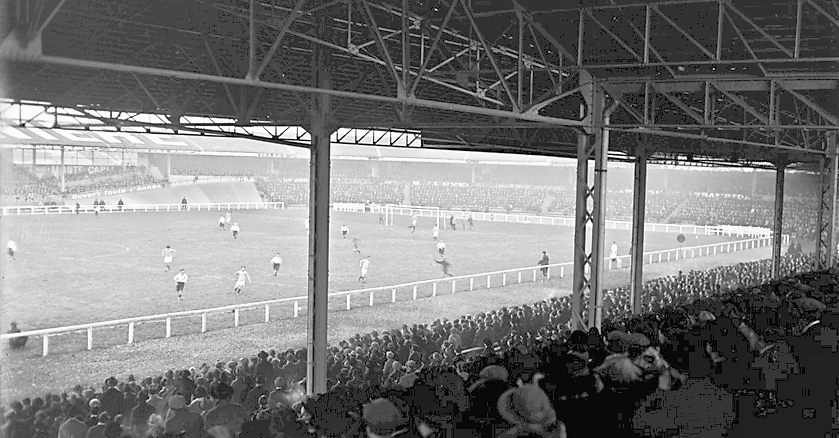
Stade Buffalo (1923)

La Ligue (Bois de Boulogne) est le premier terrain utilisé par le Club entre mars 1892 et mars 1893. Installation la saison suivante à Bécon au stade de la gare. L'expérience tourne court car la compagnie de chemin de fer de l'Ouest récupère ses terrains obligeant le Club mais aussi les autres clubs installés aux abords de la gare de Bécon à trouver d'autres lieux pour jouer. Le Club se fixe pour une saison à Levallois à la Place Collanges, à l'angle des rues Baudin et Fazillau, avant un retour à Bécon sur un terrain situé Rue de la Procession. Les Clubistes y restent deux saisons puis font l'acquisition d'un vaste terrain à Neuilly sur le Boulevard Bineau non loin du pont de Courbevoie. Après une saison à Neuilly, le Club préfèrent aller jouer pour douze saisons (1898-1910) au Haras de Suresnes (Suresnes), installations également utilisées par le Standard Athletic Club.
Le Club s'installe ensuite au Stade Brancion à Vanves de 1910 à 1923 puis loue régulièrement le Stade Buffalo à Montrouge de 1923 à 1931. Repli au Stade Élisabeth de Paris durant la dernière saison sous statut amateur (1931-1932).
Durant les deux saisons et demie jouées sous statut professionnel, le club utilise cinq stades pour ses matchs à domicile : Parc des Princes (Paris), Stade Buffalo (Montrouge), Stade de Paris (Saint-Ouen), Stade olympique Yves-du-Manoir (Colombes) et le Stade des Suisses (Saint-Mandé). Le dernier nommé n'est pas utilisé en 1932-1933 mais c'est le lieu du premier match à domicile du Club lors de la saison 1933-1934, le samedi 9 septembre 1933. Le dernier match à domicile de l'ère pro du Club se joue le 11 novembre 1934 à Buffalo lors du derby contre le CA Paris. La partie qui se solde par une défaite 0-3 ne rassemble que quelques centaines de spectateurs.

### Couleurs
Le club jouait en 1917 avec un maillot rayé rose et noir.
| De 1892 à 1912 | Alternative de 1892 à 1912 |  | De 1912 aux années 1920 |  | Années 1930 |

## Résultats sportifs

### Palmarès
| Compétitions nationales | Compétitions régionales |
| --- | --- |
| Championnats - Championnat de France (USFSA) (1) - Champion : 1896 - Vice-champion : 1898, 1899 et 1900 - Championnat de France (1927-1929) - Vice-champion : 1929 - Championnat de France - Meilleure performance : 8e du groupe A en 1933 Coupes - Coupe de France (1) - Vainqueur : 1931 - Coupe Manier (6) - Vainqueur : 1897, 1898, 1899, 1900, 1901 et 1903 - Finaliste : 1909 - Coupe Dewar (1) - Vainqueur : 1900 - Finaliste : 1903, 1912 et 1913 - Coupe nationale LFA[Quoi ?] - Finaliste : 1918 | Championnats - Championnat de Paris (USFSA) (2) - Champion : 1899 et 1900 - Championnat de Paris (2) - Champion : 1929 et 1930 - Challenge de la Renommée (1) - Vainqueur : 1918 |

### Bilan saison par saison
Le tableau suivant présente les résultats du Club français en championnat de la première saison du club en 1893-1894 à la saison 1933-1934. Les résultats en Coupe Manier (1897-1910) et en Coupe de France (1918-1934) sont également détaillés.
| Saison    | Championnat                    | Div. | Clas.   | Pts | J  | V  | N | D  | Bp | Bc | Diff | Coupe Dewar     | Coupe Manier |
| --------- | ------------------------------ | ---- | ------- | --- | -- | -- | - | -- | -- | -- | ---- | --------------- | ------------ |
| 1893-1894 | Championnat de France          | –    | 1/2     | –   | 1  | 0  | 0 | 1  | 0  | 1  | -1   |                 |              |
| 1894-1895 | Championnat de France          | –    | 1/2     | –   | 2  | 1  | 0 | 1  | 12 | 2  | +10  |                 |              |
| 1895-1896 | Championnat de France          | 1    | 1 / 9   | 16  | 8  | 8  | 0 | 0  | 33 | 2  | +31  |                 |              |
| 1896-1897 | 1re série (France)             | 1    | 3 / 9   | 12  | 8  | 5  | 2 | 1  | 19 | 10 | +9   | Victoire        |              |
| 1897-1898 | 1re série (France)             | 1    | 1 / 6   | 18  | 10 | 9  | 0 | 1  | 27 | 6  | +21  | Victoire        |              |
| 1897-1898 | Barrage pour le titre          | –    | 1 / 2   | –   | 1  | 0  | 0 | 1  | 2  | 3  | -1   | Victoire        |              |
| 1898-1899 | 1re série (Paris)              | 1    | 1 / ?   |     |    |    |   |    |    |    |      | ?               | Victoire     |
| 1898-1899 | Championnat de France          | –    | Finale  | –   | 1  | 0  | 0 | 1  | –  | –  | –    | ?               | Victoire     |
| 1899-1900 | 1re série (Paris)              | 1    | 1 / 8   | 26  | 14 | 13 | 0 | 1  | 45 | 10 | +35  | Victoire        | Victoire     |
| 1899-1900 | Championnat de France          | –    | Finale  | –   | 1  | 0  | 0 | 1  | 0  | 1  | -1   | Victoire        | Victoire     |
| 1900-1901 | 1re série (Paris)              | 1    | 2 / 8   |     |    |    |   |    |    |    |      | Demi-finale     | Victoire     |
| 1901-1902 | 1re série (Paris)              | 1    | 3 / 7   |     |    |    |   |    |    |    |      | 1er tour        |              |
| 1902-1903 | 1re série (Paris)              | 1    | 2 / 8   |     |    |    |   |    |    |    |      | Finale          | Victoire     |
| 1903-1904 | 1re série, groupe B (Paris)    | 1    | ? / 6   |     |    |    |   |    |    |    |      | Quart de finale |              |
| 1904-1905 | 1re série (Paris)              | 1    | ? / 12  |     |    |    |   |    |    |    |      | non participant |              |
| 1905-1906 | 1re série (Paris)              | 1    | ? / 12  |     |    |    |   |    |    |    |      | Quart de finale |              |
| 1906-1907 | 1re série (Paris)              | 1    | ? / 10  |     |    |    |   |    |    |    |      | non participant |              |
| 1907-1908 | 1re série (Paris)              | 1    | ? / 10  |     |    |    |   |    |    |    |      | Quart de finale |              |
| 1908-1909 | 1re série (Paris)              | 1    | 4 / 10  | 20  | 9  | 5  | 1 | 3  |    |    |      | Demi-finale     | Finale       |
| 1909-1910 | 1re série (Paris)              | 1    | ? / 10  |     |    |    |   |    |    |    |      | Premier tour    |              |
| 1910-1911 | 1re série (Paris)              | 1    | 6 / 8   | 17  | 10 | 3  | 1 | 6  | 16 | 27 | -11  | Demi-finale     |              |
| 1911-1912 | 1re série (Paris)              | 1    | ? / 12  |     |    |    |   |    |    |    |      | Finale          |              |
| 1912-1913 | 1re série (Paris)              | 1    | ? / 12  |     |    |    |   |    |    |    |      | Finale          |              |
| 1913-1914 | 1re série (Paris)              | 1    | 3 / 12  | 25  | 11 | 7  | 0 | 4  |    |    |      | Demi-finale     |              |
| 1914-1915 |                                |      |         |     |    |    |   |    |    |    |      | non participant |              |
| 1915-1916 |                                |      |         |     |    |    |   |    |    |    |      |                 |              |
| 1916-1917 |                                |      |         |     |    |    |   |    |    |    |      | Coupe de France |              |
| 1917-1918 |                                |      |         |     |    |    |   |    |    |    |      | Quart de finale |              |
| 1918-1919 |                                |      |         |     |    |    |   |    |    |    |      | 16e de finale   |              |
| 1919-1920 | Série A (Paris)                | 1    |         |     |    |    |   |    |    |    |      | 32e de finale   |              |
| 1920-1921 | 1re Division (Paris)           | 1    |         |     |    |    |   |    |    |    |      | 32e de finale   |              |
| 1921-1922 | 1re Division (Paris)           | 1    |         |     |    |    |   |    |    |    |      | 32e de finale   |              |
| 1922-1923 | Challenge des Lions (Paris)    | –    |         |     |    |    |   |    |    |    |      | 16e de finale   |              |
| 1923-1924 | Challenge des Dix (Paris)      | –    |         |     |    |    |   |    |    |    |      | 32e de finale   |              |
| 1924-1925 | Division d'Honneur (Paris)     | 1    |         |     |    |    |   |    |    |    |      | prélim.         |              |
| 1925-1926 | Division d'Honneur (Paris)     | 1    |         |     |    |    |   |    |    |    |      | Quart de finale |              |
| 1926-1927 | Division d'Honneur (Paris)     | 1    |         |     |    |    |   |    |    |    |      | Quart de finale |              |
| 1927-1928 | Division d'Honneur (Paris)     | 1    |         |     |    |    |   |    |    |    |      | 16e de finale   |              |
| 1928-1929 | Division d'Honneur (Paris)     | 1    |         |     |    |    |   |    |    |    |      | 8e de finale    |              |
| 1929-1930 | Division d'Honneur (Paris)     | 1    |         |     |    |    |   |    |    |    |      | 32e de finale   |              |
| 1930-1931 | Division d'Honneur (Paris)     | 1    | 2/10    | 36  |    |    |   |    |    |    |      | Vainqueur       |              |
| 1931-1932 | Division d'Honneur (Paris)     | 1    |         |     |    |    |   |    |    |    |      | 16e de finale   |              |
| 1932-1933 | Ch. France (groupe A)          | 1    | 8 / 10  | 13  | 18 | 5  | 3 | 10 | 43 | 50 | -7   | 8e de finale    |              |
| 1933-1934 | Division Interrégionale (Nord) | 2    | 12 / 13 | 17  | 24 | 5  | 7 | 12 | 43 | 73 | -30  | 16e de finale   |              |

## Personnalités

### Joueurs
Avant la Grande Guerre, les Clubistes Fernand Canelle, Georges Garnier, Julien Du Rhéart et Raymond Gigot connaissent la sélection en équipe de France. Entre 1919 et 1934, Maurice Banide, Jean Batmale, Marcel Bertrand et Raymond Sentubéry évoluent également avec les Bleus. Signalons également les sélections non officielles de Eugène Fraysse (1900), Gaston Barreau (1909) et Edgar Lenglet (1915).
Joueurs du Club français en équipe de France
| Joueur            | Sélections | Période   | Sél. (total) |
| ----------------- | ---------- | --------- | ------------ |
| Maurice Banide    | 2          | 1933-1934 | 9            |
| Jean Batmale      | 1          | 1921      | 6            |
| Marcel Bertrand   | 5          | 1929      | 5            |
| Fernand Canelle   | 6          | 1904-1908 | 6            |
| Julien Du Rhéart  | 1          | 1908      | 3            |
| Georges Garnier   | 3          | 1904-1905 | 3            |
| Raymond Gigot     | 1          | 1905      | 1            |
| Robert Mercier    | 6          | 1931-1933 | 7            |
| Raymond Sentubéry | 3          | 1924-1926 | 3            |
| Total             | 28         | 1904-1934 |              |

## Autres sections
Une section handball à onze survivra à la section football et remportera notamment une Coupe de France en 1944.